# Buján (Rois)
Buján (llamada oficialmente San Xoán de Buxán) es una parroquia y un lugar español del municipio de Rois, en la provincia de La Coruña, Galicia.

## Entidades de población
Entidades de población que forman parte de la parroquia:
- A Chisca
- Buxán
- Espiñeira
- Faro (O Faro)
- Fontedelo
- Fufelo
- O Piñeiro
- Perecova (Peracova)
- Picadizo
- Silvarredonda
- Xei

## Demografía

### Parroquia
| Gráfica de evolución demográfica de Buján (parroquia) entre 2000 y 2019 |
|                                                                         |
| Datos según el nomenclátor publicado por el INE.                        |

### Lugar
| Gráfica de evolución demográfica de Buxán (lugar) entre 2000 y 2019 |
|                                                                     |
| Datos según el nomenclátor publicado por el INE.                    |